# Sejlsport under sommer-OL 2020 – 49er
Sejladsen i 49er under Sommer-OL 2020, der er en disciplin for herrer, finder sted i perioden 27. juli – 2. august 2021 i Enoshima Yacht Harbour. 

## Medaljefordeling
| Medaljetagere                                    | Medaljetagere                            | Medaljetagere                        | Medaljetagere |
| ------------------------------------------------ | ---------------------------------------- | ------------------------------------ | ------------- |
| Guld                                             | Sølv                                     | Bronze                               |               |
| Storbritannien · Dylan Fletcher · Stuart Bithell | New Zealand · Peter Burling · Blair Tuke | Tyskland · Erik Heil · Thomas Plößel |               |

## Turneringsformat
Der bliver kvalificeret 19 nationer/både til konkurrencen, der bliver afviklet med 12 indledende sejladser efterfulgt af en medaljesejlads for de ti bedst placerede både. I de 12 indledende sejladser tildeles bådene points efter deres placering. Efter tre sejladser må hver båd fratrække det dårligste resultat. I medaljesejladsen gives der dobbelt points. Det vil sige at vinderen får 2 points, nummer 2 får 4 points mens 10’ende og sidste båd får 20 points. Efter medaljesejladsen opgøres det samlede antal points og den båd med færrest antal points vinder guldmedaljen.    

## Tidsplan
Nedenstående tabel viser tidsplanen for afvikling af konkurrencen:
| Dato      | Tid   | Runde                   |
| --------- | ----- | ----------------------- |
| 28. juli  | 12:00 | 1., 2. og 3. sejlads    |
| 29. juli  | 12:00 | 4., 5. og 6. sejlads    |
| 30. juli  | -     | Reservedag              |
| 31. juli  | 12:00 | 7., 8. og 9. sejlads    |
| 1. august | 12:00 | 10., 11. og 12. sejlads |
| 2. august | -     | Reservedag              |
| 3. august | 14:30 | Medaljeseljads          |

## Resultater
| Placering | Kvalificeret | Nation         | Udøver | Sejlads (Placering/point) | Sejlads (Placering/point) | Sejlads (Placering/point) | Sejlads (Placering/point) | Sejlads (Placering/point) | Sejlads (Placering/point) | Sejlads (Placering/point) | Sejlads (Placering/point) | Sejlads (Placering/point) | Sejlads (Placering/point) | Sejlads (Placering/point) | Sejlads (Placering/point) | Sejlads (Placering/point) | Total point | Netto point |
| Placering | Kvalificeret | Nation         | Udøver | 1                         | 2                         | 3                         | 4                         | 5                         | 6                         | 7                         | 8                         | 9                         | 10                        | 11                        | 12                        | M*                        | Total point | Netto point |
| --------- | ------------ | -------------- | ------ | ------------------------- | ------------------------- | ------------------------- | ------------------------- | ------------------------- | ------------------------- | ------------------------- | ------------------------- | ------------------------- | ------------------------- | ------------------------- | ------------------------- | ------------------------- | ----------- | ----------- |
| 1         | Værtsnation  | Japan          |        |                           |                           |                           |                           |                           |                           |                           |                           |                           |                           |                           |                           |                           |             |             |
| 2         | WC 2018      | Kroatien       |        |                           |                           |                           |                           |                           |                           |                           |                           |                           |                           |                           |                           |                           |             |             |
| 3         | WC 2018      | Frankrig       |        |                           |                           |                           |                           |                           |                           |                           |                           |                           |                           |                           |                           |                           |             |             |
| 4         | WC 2018      | Tyskland       |        |                           |                           |                           |                           |                           |                           |                           |                           |                           |                           |                           |                           |                           |             |             |
| 5         | WC 2018      | Storbritannien |        |                           |                           |                           |                           |                           |                           |                           |                           |                           |                           |                           |                           |                           |             |             |
| 6         | WC 2018      | New Zealand    |        |                           |                           |                           |                           |                           |                           |                           |                           |                           |                           |                           |                           |                           |             |             |
| 7         | WC 2018      | Portugal       |        |                           |                           |                           |                           |                           |                           |                           |                           |                           |                           |                           |                           |                           |             |             |
| 8         | WC 2018      | Schweiz        |        |                           |                           |                           |                           |                           |                           |                           |                           |                           |                           |                           |                           |                           |             |             |
| 9         | WC 2018      | Danmark        |        |                           |                           |                           |                           |                           |                           |                           |                           |                           |                           |                           |                           |                           |             |             |
| 10        | WC 2019      | Østrig         |        |                           |                           |                           |                           |                           |                           |                           |                           |                           |                           |                           |                           |                           |             |             |
| 11        | WC 2019      | Holland        |        |                           |                           |                           |                           |                           |                           |                           |                           |                           |                           |                           |                           |                           |             |             |
| 12        | WC 2019      | Polen          |        |                           |                           |                           |                           |                           |                           |                           |                           |                           |                           |                           |                           |                           |             |             |
| 13        | WC 2019      | Spanien        |        |                           |                           |                           |                           |                           |                           |                           |                           |                           |                           |                           |                           |                           |             |             |
| 14        | Europa       |                |        |                           |                           |                           |                           |                           |                           |                           |                           |                           |                           |                           |                           |                           |             |             |
| 15        | Nordamerika  | Canada         |        |                           |                           |                           |                           |                           |                           |                           |                           |                           |                           |                           |                           |                           |             |             |
| 16        | Sydamerika   | Brasilien      |        |                           |                           |                           |                           |                           |                           |                           |                           |                           |                           |                           |                           |                           |             |             |
| 17        | Afrika       |                |        |                           |                           |                           |                           |                           |                           |                           |                           |                           |                           |                           |                           |                           |             |             |
| 18        | Asien        |                |        |                           |                           |                           |                           |                           |                           |                           |                           |                           |                           |                           |                           |                           |             |             |
| 19        | Oceanien     |                |        |                           |                           |                           |                           |                           |                           |                           |                           |                           |                           |                           |                           |                           |             |             |

Bemærkninger til sejladserne:
- Medalje sejlads: De 10 bedst placerede både efter de første 12 sejladser mødes i medaljesejladsen.